# Phomatosporaceae
Die Phomatosporaceae bilden die einzige Familie der Phomatosporales, eine Ordnung der Schlauchpilze (Ascomycota).

## Merkmale

Sporen und Schlauch von Phomatospora arenaria

Die Phomatosporaceae bilden einzelne bis gesellige Fruchtkörper, die im Wirtsgewebe eingesenkt sind, aber im Alter dann hervorbrechen können. Sie sind kugelig oder fast kugelig, hellbraun bis schwarz und ledrig. Manchmal entwickeln sie sich unter einem kleinen geschwärzten Schild. Sie besitzen eine kleine Pore, die Ostiole und sind mit feinen Warzen bedeckt (papillös). Die Haut, die Peridie besitzt kleine, braune pseudoparenchymatische Zellen. Das Hamathecium, das Gewebe zwischen den Schläuchen besitzt sich nach außen verjüngende Paraphysen. Die Schläuche (Asci) besitzen immer acht Sporen und sind einwandig, zylindrisch, dünnwandig und manchmal mit einem kleinen Stiel oder sitzend. Sie besitzen einen nicht mit Iod anfärbbaren apikalen Ring. Die Sporen sind in einer oder zwei Reihen angeordnet, wobei sie sich überlappen können. Sie sind elliptisch bis spindelförmig, septiert oder unseptiert und durchscheinend. Sie besitzen manchmal zwei Öltröpfchen und können Streifen oder Anhängsel aufweisen. Die Nebenfruchtform ist ähnlich der Gattung Sporothrix aus der Ordnung der Ophiostomatales.

## Ökologie
Vertreter der Phomatosporaceae leben saprob und  auf untergetauchtem Holz oder verrottenden Zweigen in terrestrischen oder aquatischen Habitaten.

## Systematik und Taxonomie
Die Familie Phomatosporaceae wurde bereits 1951 von Josef Adolph von Arx erstbeschrieben, allerdings ungültig. 2016 erfolgte dann die gültige Beschreibung von  Indunil C. Senanayake und Kevin David Hyde. Die Ordnung Phomatosporales erfolgte zeitgleich durch Senanayake, Sajeewa S.N. Maharachchikumbura und Hyde.
Folgende Gattungen gehören zur Familie:
- Lanspora mit nur einer Art
- Phomatospora mit ca. 100 Arten
- Tenuimurus mit nur einer Art